# Илеша
Илеша (Иляша) (на руски: Илеша, Ильяша) е река в Архангелска област и Република Коми на Русия, десен приток на Пинега (десен приток на Северна Двина). Дължина 204 km. Площ на водосборния басейн 2250 km².
Река Илеша води началото си на 219 m н.в., от междуречието на реките Пинега (десен приток на Северна Двина) и Вашка (ляв приток на Мезен), в източната част на Архангелска област. В началото тече на юг, като за кратко навлиза на територията на Република Коми, след което завива на югозапад и отново се връща в Архангелска област. При устието на левия си приток Пинегска Ентала рязко завива на север и запазва това направление до устието си. Тече в широка силно заблатена и залесена долина, в която силно меандрира. Влива се отдясно в река Пинега (десен приток на Северна Двина), при нейния 619 km, на 101 m н.в., при изоставеното село Уст Илеша, в източната част на Архангелска област. Основни притоци: леви – Пинегска Ентала (76 km); десни – Кода (59 km). Има смесено подхранване с преобладаване на снежното. Среден годишен отток на 43 km от устието 18,07 m³/s. По течението на реката е разположено само едно постоянно населено място – сравнително голямото село Красная.